# Esporte Clube Juventude
El Esporte Clube Juventude, o simplemente conocido como Juventude, es un club de fútbol brasileño, de la ciudad de Caxias do Sul en el Estado de Rio Grande do Sul. Fue fundado el 29 de junio de 1913 y vuelve a jugar en el Campeonato Brasileño de Serie A en 2024, tras haber estado una temporada en la Serie B.

## Historia
El Juventude fue fundado el 29 de junio de 1913 por 35 jóvenes de Caxias do Sul, 23 de ellos miembros de la comunidad italiana, siendo uno de los primeros clubes fundados por dicha comunidad en Brasil. Antônio Chiaradia Neto es elegido primer presidente.
El 20 de julio de 1913 el Juventude disputa su primer partido contra el Serrano de la ciudad de Carlos Barbosa (Rio Grande do Sul). El partido termina con un 4-0 a favor del Juventude.[cita requerida]
El 8 de marzo de 1915 pierde su primer encuentro. Fußball de Montenegro de Rio Grande do Sul vence al Juventude por 4-1, acabando con la imbatibilidad del Juventude, que había durado 23 partidos.[cita requerida]
El 10 de octubre de 1919 el Juventude entra a formar parte de la Federação Rio-Grandense de Desportos (Federación Deportiva Rio-Grandense).[cita requerida]
En 1920, el Juventude se vuelve un club profesional tras contratar varios futbolistas uruguayos.[cita requerida]
El 11 de diciembre de 1975, juega su primer partido frente al Caxias, que termina con 1-0 para el Juventude con gol de Da Silva. El Caxias será el gran rival del Juventude, conociéndose sus partidos como los derbis Ca-Ju.
El 25 de mayo de 1993, el Juventude firma un acuerdo con Parmalat, que trae mayores inversiones en el club.[cita requerida]
El 4 de diciembre de 1994 el Juventude termina primero en la Serie B del Campeonato Brasileño de Fútbol, ascendiendo a la Serie A.
El 7 de junio de 1998, gana el Campeonato Gaúcho sin perder un solo encuentro, venciendo en la final del mismo al SC Internacional de Porto Alegre.
El 27 de junio de 1999, el Juventude gana la Copa de Brasil, venciendo al Botafogo de Río de Janeiro en la final, lo que es su título más importante hasta ese momento, y que le da el pase para participar en la siguiente ronda de la Copa Libertadores.
El año 2000 participa por primera vez en la Copa Libertadores, siendo eliminado en primera ronda.
En el año 2007, una mala campaña le cuesta a Juventude el descenso a Segunda después de 13 temporadas seguidas en la máxima categoría brasileña.[cita requerida]
Tras otras 13 temporadas de ausencia, Juventude RS quedaría 3° en la Serie B 2020, valiéndole esto el regreso a la máxima categoría del fútbol brasileño.[cita requerida]

## Uniforme
- Uniforme titular: Camiseta verdiblanca, pantalón blanco, medias blancas.
- Uniforme alternativo: Camiseta blanca, pantalón verde, medias verdes.

## Estadio
El Juventude juega sus partidos en el Estadio Alfredo Jaconi inaugurado en 1975 y con una capacidad de 23.736 espectadores.

## Himno
El himno oficial, fue compuesto por Rodolfo Storchi, con letra de Ernani Falcão.

## Clásicos
El principal clásico es de la ciudad de Caxias do Sul y se disputa contra Caxias, llamado el Clássico Ca-Ju.
También mantiene una rivalidad de larga data con los clubes de la capital: el Grêmio (Clásico Gre-Ju)[cita requerida] y el Internacional (Clásico Juvenal).

## Datos del club
- Participaciones en la Copa Libertadores: 1 (2000)

Mejor Posición: Fase de Grupos (2000)
- Participaciones en la Copa Sudamericana: 1 (2005)

Mejor Posición: Segunda Fase (2005)

### Participaciones internacionales
| Competencia           | Edición |
| --------------------- | ------- |
| Copa Libertadores (1) | 2000.   |
| Copa Sudamericana (1) | 2005.   |

#### Por competición
| Torneo            | TJ | PJ | PG | PE | PP | GF | GC | DG | Puntos |
| ----------------- | -- | -- | -- | -- | -- | -- | -- | -- | ------ |
| Copa Libertadores | 1  | 6  | 2  | 1  | 3  | 8  | 12 | -4 | 7      |
| Copa Sudamericana | 1  | 2  | 1  | 0  | 1  | 2  | 3  | -1 | 3      |
| Total             | 2  | 8  | 3  | 1  | 4  | 10 | 15 | -5 | 10     |

## Jugadores

### Plantilla 2025

#### Altas y bajas 2025 (otoño)
| Altas          | Altas     | Altas       | Altas          | Altas |
| Jugador        | Posición  | Procedencia | Tipo           | Costo |
| -------------- | --------- | ----------- | -------------- | ----- |
| Matheus Babi   | Delantero | Athletico   | Transferencia. | --    |
| Ruan Carneiro  | Portero   | Figueirense | Transferencia. | --    |
| Emerson Galego | Delantero | Petrolina   | Transferencia. | --    |

| Bajas   | Bajas    | Bajas       | Bajas | Bajas |
| Jugador | Posición | Procedencia | Tipo  | Costo |
| ------- | -------- | ----------- | ----- | ----- |

## Entrenadores
- Daltro Menezes (?–septiembre de 1968)[53]
- Irajá Carvalho (septiembre de 1968–?)[54]
- Daltro Menezes (julio de 1976–diciembre de 1977)[55][56]
- Emilson Peçanha (enero de 1978–abril de 1978)[57][58]
- Ênio Andrade (abril de 1978–?)[59]
- Marco Eugênio (diciembre de 1978–?)[60]
- Geraldo Damasceno (enero de 1989–abril de 1989)[61][62]
- Beto Almeida (abril de 1989–diciembre de 1989)[63][64]
- Fito (diciembre de 1989–julio de 1990)[65][66]
- Hélio dos Anjos (julio de 1990–junio de 1991)[66][67]
- Vicente Arenari (junio de 1991–1991)[68]
- Amilton Barreto (febrero de 1992–junio de 1992)[69][70]
- Hélio dos Anjos (junio de 1992–septiembre de 1992)[71][72]
- Roberval Davino (septiembre de 1992–diciembre de 1992)[73][74]
- Osmar Loss (diciembre de 2009–agosto de 2010)[75][76]
- Beto Almeida (agosto de 2010–enero de 2011)[77][78]
- Picoli (interino- enero de 2011–2011/2011–marzo de 2012)[78][79]
- Alexandre Barroso (interino- marzo de 2012/marzo de 2012–abril de 2012)[80][81][82]
- Lisca (julio de 2012–octubre de 2013)[83][84]
- Geraldo Delamore (noviembre de 2013–febrero de 2014)[85][86]
- Roger Machado (febrero de 2014–julio de 2014)[87][88]
- Picoli (julio de 2014–agosto de 2015)[89][90]
- Antônio Carlos Zago (agosto de 2015–diciembre de 2016)[91][92]
- Paulo César Parente (diciembre de 2016–marzo de 2017)[93][94]
- Gilmar Dal Pozzo (marzo de 2017–octubre de 2017)[95][96]
- Márcio Angonese (interino- octubre de 2017)[97]
- Antônio Carlos Zago (octubre de 2017–febrero de 2018)[98][99]
- Márcio Angonese (interino- febrero de 2018)[100]
- Julinho Camargo (febrero de 2018–agosto de 2018)[101][102]
- Luiz Carlos Winck (agosto de 2018–marzo de 2019)[103][104]
- Marquinhos Santos (diciembre de 2019–marzo de 2020)[105][106]
- Fahel (interino- marzo de 2020)[106]
- Pintado (marzo de 2020–febrero de 2021)[107][108]
- Marquinhos Santos (febrero de 2021–octubre de 2021)[3][109]
- Jair Ventura (octubre de 2021–febrero de 2022)[110][111]
- Eduardo Barros (interino- febrero de 2022–marzo de 2022)[111][112]
- Eduardo Baptista (febrero de 2022–junio de 2022)[113][114]
- Umberto Louzer (junio de 2022–octubre de 2022)[115][116]
- Lucas Zanella (interino- octubre de 2022)[117]
- Celso Roth (octubre de 2022–febrero de 2023)[118][119]
- Adaílton (interino- febrero de 2023–marzo de 2023)[119]
- Pintado (marzo de 2023–mayo de 2023)[120][121]
- Adaílton (interino- mayo de 2023)[121]
- Thiago Carpini (mayo de 2023–enero de 2024)[122][123]
- Roger Machado (enero de 2024–julio de 2024)[124][125]
- Jair Ventura (julio de 2024–octubre de 2024)[126][127]
- Fábio Matias (octubre de 2024–mayo de 2025)[47]

## Palmarés

### Torneos nacionales (1)
- Copa de Brasil (1): 1999
- Campeonato Brasileño de Serie B (1): 1994

### Torneos estaduales (3)
- Campeonato Gaúcho (1): 1998
- Copa FGF (2): 2011, 2012

### Torneos estaduales no regulares(3)
- Copa Gobernador del Estado (2): 1975,[128] 1976[129]
- Campeonato da Região Serrana (1): 2014

### Torneos municipales (24)
- Campeonato ciudad de Caxias do Sul (24): 1920, 1921, 1922, 1923, 1924, 1925, 1926, 1928, 1929, 1930, 1931, 1932, 1933, 1934, 1935, 1936, 1938, 1939, 1940, 1941, 1949, 1950, 1951, 1952